# 28 janvier 1971
Le jeudi 28 janvier 1971 est le 28e jour de l'année 1971.

## Naissances
- Éric Vinson, enseignant, chercheur et journaliste français
- Anthony Hamilton, chanteur de soul et de rhythm'n'blues
- DJ Crazy Toones (mort le 9 janvier 2017), producteur de hip-hop et DJ américain
- Doina Precup, experte en intelligence artificielle
- Lucrécia Jardim, athlète portugaise
- Marc Védrines, auteur de bande dessinée français
- Mario Biondi, chanteur italien de soul
- Orhan Delibaş, boxeur néerlandais

## Décès
- Albert Bouzanquet (né le 31 août 1897), syndicaliste français
- Charles Garland (né le 29 octobre 1898), joueur de tennis américain
- Donald Winnicott (né le 7 avril 1896), pédopsychiatre et psychanalyste britannique
- Georges van Parys (né le 7 juin 1902), compositeur d'opérettes et de musiques de films
- Kim Il-yeop (née le 28 avril 1896), poétesse coréenne
- Robert De Grasse (né le 9 février 1900), directeur de la photographie américain
- Stanislaw Vincenz (né le 30 novembre 1888), écrivain, philosophe et traducteur polonais

## Événements
- Début de la série télévisée Quentin Durward